# Droste-Hülshoff-Realschule
Die Droste-Hülshoff-Realschule ist eine 1908 gegründete Realschule in Dortmund-Kirchlinde. 43 Lehrkräfte unterrichten etwa 700 Schüler.

## Geschichte

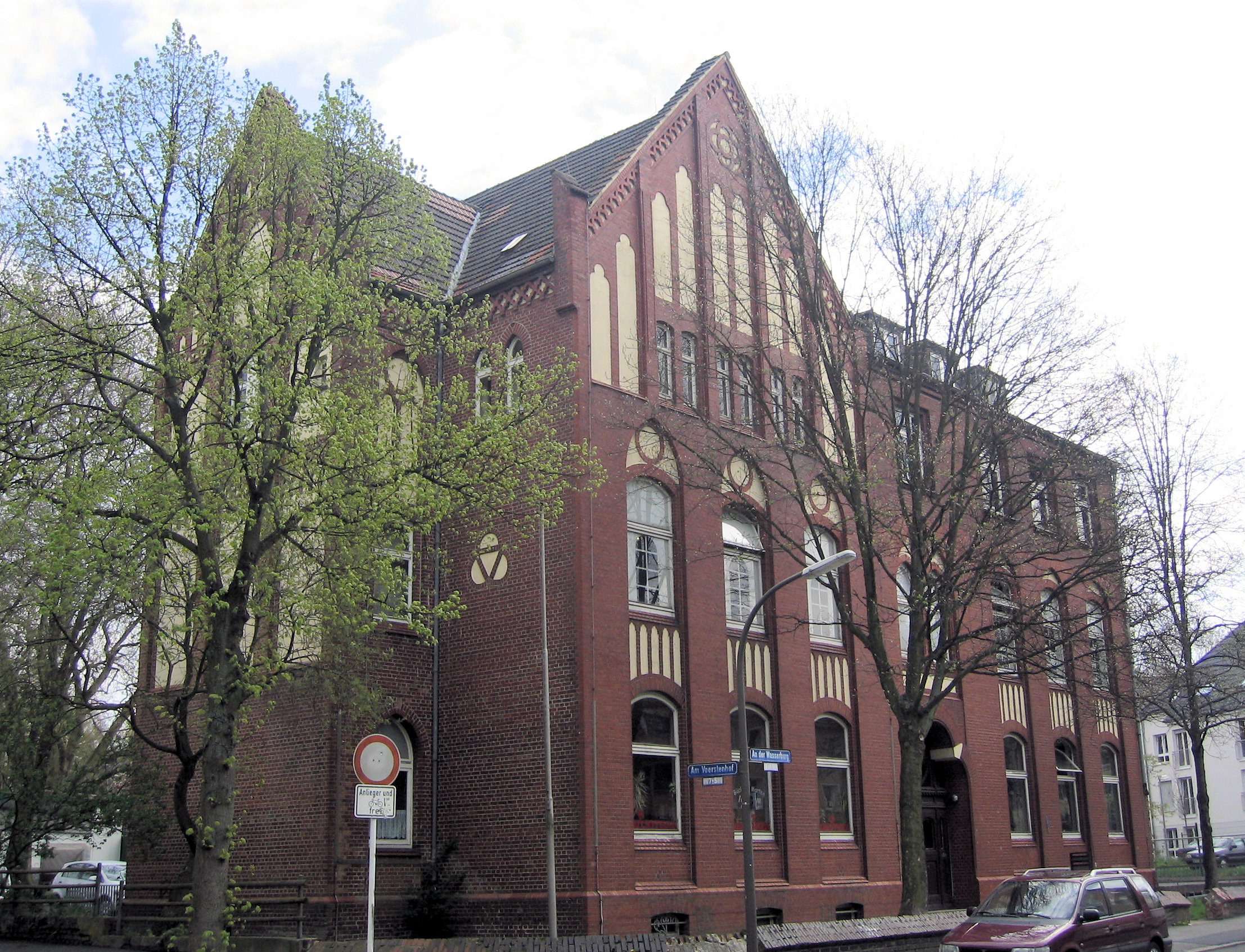
Ehemaliges Schulgebäude, heute das Westfälische Schulmuseum

Die Schule wurde im Jahr 1908 als eine reine Mädchenschule unter der Bezeichnung Städtische Mittelschule für Mädchen gegründet. Die Unterrichtsräume befanden sich in Dortmund-Mitte in der Goldstraße. 1933 erhielt sie den Namen der Dichterin Annette von Droste-Hülshoff. Bis zum Jahr 1972 wurde dann im Stadtteil Marten unterrichtet. Das alte Gebäude ist mittlerweile ein Museum, das Westfälische Schulmuseum. Erst seit 1969 werden auch Jungen unterrichtet (Koedukation). 1973 erfolgte der Umzug in das Schulzentrum in Kirchlinde. Mittlerweile besuchen wieder mehr Mädchen die Schule als Jungen.
2004 begann eine Kernsanierung mit dem Ziel die Unterrichtsräume zu modernisieren und mit PCB belastetes Dichtmaterial zu beseitigen. Die Sanierung wurde Anfang 2006 abgeschlossen. Während der Arbeiten fand der Unterricht in Containern statt, die im Auftrag der Stadt Dortmund zu einem Containerdorf zusammengestellt wurden.

## Allgemeines
Die Droste-Hülshoff-Realschule liegt im „Schulzentrum Kirchlinde“. Bis 2012 erschien alle drei Monate die Schülerzeitung Das haut rein! mit einer Auflage von etwa 100 Exemplaren. Seit Juni 2012 erscheint die Schülerzeitung „Nummer 5“ in einem Sechs-Monats-Rhythmus. Die Schulbücherei ist in Hand von Eltern, welche auf fast 100 Quadratmetern Bücher, CDs, DVDs und Computerspiele verleihen. Seit Frühjahr 2006 hat die Schule einen eigenen Schulkiosk. Er wurde durch die Sanierung ermöglicht. Bis dahin musste der Kiosk des benachbarten Gymnasiums genutzt werden.

## Unterrichtsräume
Die neu sanierten Unterrichtsräume verteilen sich auf drei Etagen. Aula und Turnhalle, die auch von Sportvereinen genutzt werden, befinden sich im Gebäude des Bert-Brecht-Gymnasiums und werden mit diesem geteilt.

## Auszeichnungen
Die Streitschlichtungsarbeit der Schule ist mehrfach ausgezeichnet worden. Die Schule ist seit Anfang 2007 Schule ohne Rassismus – Schule mit Courage; Pate ist Hape Kerkeling.